# Tanaka Toshiya
Toshiya Tanaka (sinh ngày 12 tháng 11 năm 1984) là một cầu thủ bóng đá người Nhật Bản.

## Sự nghiệp câu lạc bộ
Toshiya Tanaka đã từng chơi cho Sanfrecce Hiroshima, Ehime FC và Zweigen Kanazawa.